# Nyssicus fernandezi
Nyssicus fernandezi là một loài bọ cánh cứng trong họ Cerambycidae.